# Club Esportiu Carroi
Maillots
Actualités
Dernière mise à jour : 27 mars 2025.
Le Club Esportiu Carroi est un club de football andorran basé dans la capitale Andorre-la-Vieille. Le club joue actuellement en Segona Divisió.

## Histoire
Fondé en 2014 en tant que académie de football, le CE Carroi a eu beaucoup de succès au niveau national des jeunes, participant également à des compétitions de jeunes de renommée internationale en Europe, telles que la Coupe Internationale de la Méditerranée ou la Coupe Internationale d'Andorre.
Bien que le club soit connu jusque là pour son centre de formation et son école, en juillet 2015, le CE Carroi a créé une équipe senior pour jouer au plus haut niveau du pays, étant ainsi admis en Segona Divisió.
Le CE Carroi a terminé 2e à la fin de la saison 2015-2016 en Segona Divisió, le club doit disputer le barrage d’accession et de relégation contre le 7e de Primera Divisió, à savoir le FC Encamp. Le FC Encamp s'est vu attribuer le match retour contre le CE Carroi 3-0 en raison d'une composition illégale lors du match aller des barrages de relégation, par conséquent Encamp est resté dans l'élite et Carroi doit rejouer dans la deuxième division une saison de plus. Le club a atteint la promotion à la fin de la Segona Divisió 2018-2019 après avoir remporté les barrages de relégation de la Primera Divisió contre le FC Lusitanos.

## Couleurs et écusson

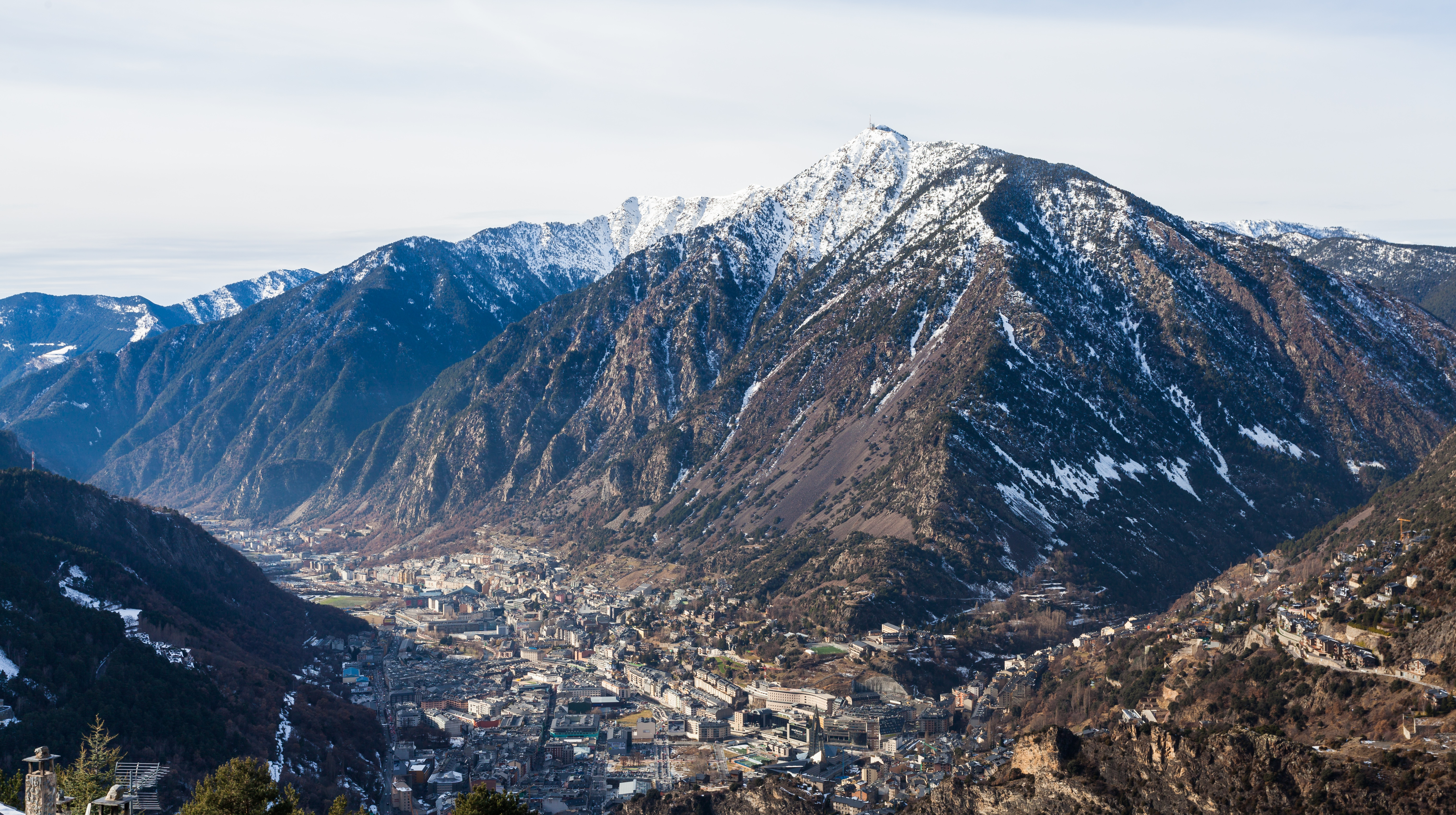
Le Pic de Carroi dominant la vallée d'Andorre-la-Vieille.

Le club tire son nom de l'une des montagnes les plus emblématiques du pays, le Pic de Carroi (2317 m d’altitude), située dans la vallée des villes d'Andorre-la-Vieille et d'Escaldes-Engordany.
La montagne est représentée sur le blason du club avec les couleurs du drapeau andorran et les couleurs de l'équipe.
Le violet et le blanc sont les couleurs du club. Ces couleurs ont également été portées par d'autres clubs historiques de la capitale comme le CE Principat ou la Constelació Esportiva d'Andorra la Vella.

## Palmarès
- Segona Divisió
  - Vice-champion (2) : 2016 et 2019